# 张贻庆
张贻庆（？—？），宋朝政治人物。
张贻庆曾于1018年接替赛利涉任华亭县知县一职，1022年由李衡接任。